# Piada de Bardakçı Baba
A piada de Bardakçı Baba (piada do Papai Vidreiro em português) foi a criação de um túmulo falso de um místico sufi que nunca existiu, em Istambul, no distrito de Fulya. O túmulo, erguido em 1968, depois transferido e luxuosamente reconstruído, finalmente foi destruido, mas tornou-se um objeto de devoção popular no distrito.

## Historia
No fim da década de 1960, jovens estudantes da Faculdade de Odontologia da Universidade de Mármara, em Fulya, no bairro de Beşiktaş, em Istambul, transformaram um pequeno bosque em um ponto de encontro, onde se reuniam à noite para estudar e beber vinho ao ar livre.
Então, os estudantes trouxeram uma mesa de madeira, algumas cadeiras e algumas taças em vidro. Com o tempo, o grupo cresceu, assim como o número de taças. Um dia, os estudantes, brincando, escreveram o nome "Bardakçı Baba" ("Papa Vidreiro" em turco) na mesa, que lembrava o nome de um místico sufi, graças ao título honorífico de baba. Mais tarde, construíram um túmulo e colocaram dentro dele um crânio que usavam para seus exercícios. Assim nasceu o "Túmulo de Bardakçı Baba".
Certa noite, ao retornar ao bosque, descobriram que alguém havia trazido uma garrafa d'água e a colocada em frente ao túmulo como sinal de devoção. Assim, nasceu o culto a Bardakçı Baba. Na década de 1970, o túmulo foi transferido para o outro lado da rua para obras e se tornou um local frequentado por moradores locais que imploravam por misericórdia por diversos motivos: saúde, ascensão profissional, falta de dinheiro e amor não correspondido. Como oferenda, eram trazidos e quebrados copos em frente ao túmulo.
Na década de 2000, o serviço de culto colocou uma placa perto do túmulo explicando que se deve orar diretamente a Alá e não por meio de intermediários humanos. O bairro foi urbanizado e o túmulo foi construído em um terreno destinado a um shopping center de luxo.

## Revelação da piada
Em 2002, um dos participantes da brincadeira se manifestou, revelando a brincadeira e explicando que o crânio era um daqueles usados nos exercícios, descrevendo as cápsulas de plástico e o palato feito pelos alunos. Ele justificou a demora em revelar a verdade afirmando que, com a presença do túmulo, esperava evitar a deforestação das árvores do bosque.

## Na cultura popular
A firma construtora propôs a demolição do túmulo, mas teve uma revolta popular: um elegante túmulo foi então construído em mármore preto, revestido de cristais (uma alusão à profissão de Bardakçı Baba) e iluminado à noite. Nele, havia a inscrição usual em túmulos turcos: "Ruhuna Fatiha", ou a exortação à recitação de Al-Fatiha, a primeira surata do Alcorão, em memória do falecido. Ao mesmo tempo, o serviço funerário e o mufti de Beşiktaş realizaram uma investigação e descobriram que o santo não constava em nenhum dos registros oficiais. Isso não impediu a construção do novo túmulo em 2008.
Quinze anos após a revelação da farsa, o túmulo foi desmontado; fica apenas a pedra de pavimentação, na calçada onde havia sido colocado.